# Santo Entierro de Bercianos de Aliste
El Santo Entierro de Bercianos de Aliste es un tradicional acto de piedad católico, típico de la Semana Santa en el pueblo Bercianos de Aliste (provincia de Zamora). La Semana Santa en esta población tiene su instante álgido en el Viernes Santo, día en el que se recuerda y recrea la Muerte de Jesús de Nazaret mediante crucifixión. A cargo de los eventos y de las comitivas de los eventos se encuentra la Cofradía del Santo Cristo de la Cruz (o también denominada del Santísimo Entierro) que se existe desde el siglo XVI. Desde finales del siglo XX se trata de una celebración con calificación de Interés Turístico Regional de Castilla y León. La celebración de este día consta de una serie de actos religiosos, entre los que se encuentra el rito litúrgico del Descendimiento de la cruz de un Cristo articulado seguidamente de una procesión del Santo Entierro en las que se entonan oraciones y cánticos religiosos como: “Las cinco llagas” y el “Miserere".

## Costumbres y tradiciones
La tradición oral menciona que el origen de esta celebración religiosa se debe a una promesa que hizo el pueblo de Bercianos al librarse durante la Edad Media de una peste que asolaba la comarca alistana, por ello los cofrades van de blanco. A pesar de ello, se carece de referencias documentales que detallen el origen de la Cofradía encargada de los eventos. Las primeras normas se remontan al año 1536 (con fecha de 7 de enero), y el documento que alude a sus denominaciones es conocido popularmente como la "Bula" pontificia firmada por el cardenal Francisco y concedida por el papa Paulo III. En dicho documento se menciona la Cofradía y en él se encuentran documentados los privilegios de los cofrades que formaban parte de ella. Otra bula datada en 1618, y concedida por Paulo V ratifica algunas de los privilegios anteriores.
La vestimenta es la indumentaria que llevaban los cofrades, antiguamente estaban hechas de lino cultivado en el pueblo y se pueden encontrar algunas conservadas en el centro de interpretación del pueblo. La vestimenta será la mortaja que acompañe al cofrade el día de su defunción. Antiguamente, solo los casados podían ingresar a la cofradía, entrando tanto el hombre como la mujer, sin embargo actualmente cumplidos los 20 años se puede ingresar. Para ingresar en la cofradía se debe pagar una única tasa de entrada, además de ser descendiente de un habitante del pueblo o bien estar casado con algún habitante. El día del Viernes Santo, tan solo los miembros de la cofradía vestir la blanca vestimenta, portando una pequeña vela (hachón). En la actualidad, hombres como mujeres pueden salir de blanco. Los que no pertenecen a la cofradía, los mayores, los viudos y los que han entrado nuevos ese año suelen llevar la capa alistana parda portando un farol. El Cristo articulado se encuentra a lo largo de todo el año en una urna de cristal, yaciente, y visible en la sacristía de la iglesia del pueblo (iglesia de San Mamés). Es precisamente esta figura la que sale de la urna unas horas durante este día para ser clavado en una cruz. Las fiestas se dieron a conocer en los años setenta debido a diversas revistas y publicaciones que divulgaron sus tradiciones. En este campo hay que destacar las aportaciones de los reputados fotógrafos Rafael Sanz Lobato y Cristina García Rodero.

### Origen del rito del Descendimiento
Este rito litúrgico del Descendimiento de Jesucristo de la cruz era muy popular en la Europa del siglo XV como un drama litúrgico representado ante el pueblo. Existen descripciones del mismo en el Liber Ordinarius de Essen, en el que se describen tres Fases o momentos: la Adoratio o adoración de la Cruz, la Depositio o Descendimiento y Santo Entierro, y la Elevatio ocultación, primero, y exposición, después de la cruz. Existen otros dramas litúrgicos como el auto de los Reyes Magos, o la Representación del Nacimiento de Nuestro Señor de Gómez Manrique. La representación dramática de Descenso, a partir del Concilio de Trento cobra auge, y se independizará de la representación de otros episodios de la Pasión. El descenso, celebrado siempre por la tarde del Viernes Santo, mediante el empleo de una figura articulada tiene sus orígenes en los pueblos germánicos. Existiendo a lo largo de la península ibérica varios casos de cristos articulados que se emplean en esta representación de Semana Santa (algunos ya desaparecidos), tales son: El Santo Cristo de Burgos, el Santo Cristo de Ourense, el Santo Cristo de las Claras, en la iglesia de San Justo de Segovia se venera el Cristo de los Gascones, el Cristo de la Gracia de Villavicencio de los Caballeros. El caso de Bercianos es uno de los pocos que ha sobrevivido y que se representa en el siglo XXI.
El Descendimiento (denominado también popularmente como Desenclavo) mediante figuras articuladas queda documentada en la provincia de Zamora en lugares como Villalcampo, Almeida de Sayago, Fermoselle, Villalpando.

## Celebración
El día central corresponde al Viernes Santo. Se realiza un protocolo a lo largo de todo el día cuya antigüedad se remonta al siglo XVI. La secuencia del acto durante ese día es:
1. Madrugada, antiguamente se celebraba el Vía Crucis que era una procesión en la que participan solo mujeres.
2. A primera hora de la mañana se instala una cruz en el medio de la Plaza del Pueblo, y junto a ella una imagen de la Dolorosa. En la cruz se coloca un Cristo de tamaño natural y completamente articulado. Esta figura reside en un féretro de cristal en el interior de la iglesia durante todo el año como un Cristo yacente.
3. Por la tarde los vecinos del pueblo, son congregados con los sonidos de matracas (una especie de molinete de madera que se hace sonar girando) para la procesión. Los cofrades salen de la iglesia entonando el cántico de "Perdón,oh Dios mío" y se congregan en torno a la cruz y la Dolorosa. Seguídamente comienza el sermón del Descendimiento, por parte del párroco, así como el desenclavamiento del Cristo de la cruz. La representación finaliza con la recogida de la imagen, y su posterior cubrimiento con una sábana y su introducción en un féretro transparente.
4. La comitiva desde ese instante se dirige hacia el Calvario de piedra ubicada al pie del cementerio municipal, desde ahí retorna a la iglesia. Los más jóvenes van portando pendones, los hombres visten la popular capa alistana, seguidos de los cofrades con la túnica blanca. La urna (la Urna del Santo Cristo) que va en la procesión es escoltada por jóvenes portadores de lanzas, seguida por la Virgen Dolorosa que es rodeada, y portada a hombros, por mujeres solteras. Detrás de la Dolorosa van las mujeres portando la tradicional toquilla.
5. Se procede a la colocación del "Cristo pequeño" en el suelo para rezar cinco padrenuestros, se intercalan entre las oraciones cánticos populares religiosas (las "cinco llagas")
6. De noche se celebra la procesión de la Soledad.